# Olios atomarius
Olios atomarius är en spindelart som beskrevs av Simon 1880. Olios atomarius ingår i släktet Olios och familjen jättekrabbspindlar.
Artens utbredningsområde är Peru. Inga underarter finns listade i Catalogue of Life.